# Csanádalberti
Csanádalberti es un pueblo húngaro perteneciente al distrito de Makó en el condado de Csongrád, con una población en 2012 de 434 habitantes.
Fue fundado en 1844 con el nombre de Alberti como asentamiento para agricultores del tabaco procedentes de Nădlac y Pitvaros. En 1851 cambió el nombre del pueblo a Kispitvaros, adoptando el topónimo actual en 1898. Desde sus orígenes fue una localidad habitada por eslovacos luteranos, hasta que en 1946 los acuerdos de intercambio de población con Checoslovaquia llenaron la localidad de nuevos pobladores magiares católicos procedentes de Felvidék.
Se ubica unos 15 km al noreste de la capital distrital Makó, cerca de la frontera con Rumania.